# Onomancia

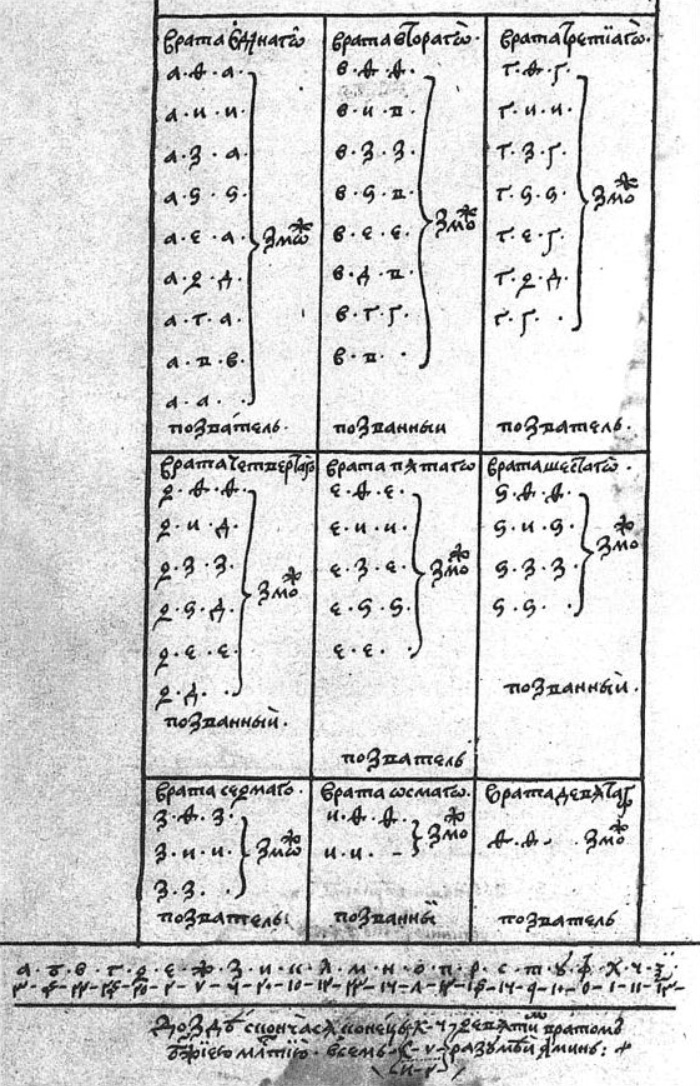
Tabla onomántica de la versión rusa del Secretum Secretorum

Se llama onomancia a un tipo de adivinación que se hacía a partir del nombre propio de la persona. 
Entre los pitagóricos una de sus reglas era que el número par de vocales en el nombre de una persona significaba una imperfección en el lado izquierdo y el número impar una imperfección del lado derecho. Tenían además otra regla y era que entre dos personas la más afortunada era la que reunidas las letras numerales, tenía una mayor suma. Decían Así, Aquiles debía ser vencedor de Héctor porque las letras numerales del nombre Aquiles formaban mayor cantidad que las de nombre Héctor
Seguramente, por esta superstición por los nombres bebían los romanos a la salud de sus queridas, dando a sus vasos tantos toques como letras tenía su nombre. 